# 马继孔
马继孔（1914年—2001年），男，山东肥城人，中华人民共和国政治人物。

## 生平
马继孔是山东泰安肥城市孙伯镇红山村人。早年就读于清华大学。1937年，弃学回乡组织抗日游击队，并一度攻占肥城、宁阳。此后改编入八路军山东纵队第六支队，任支队参谋长。1941年，任鲁西区一专署秘书主任。1943年，任冀鲁豫区濮县县长。1944年，任冀鲁豫区二专署办事处主任，期间协助曾思玉攻占东平、吴忠攻打南旺等。
第二次国共内战期间，调任七专署专员兼济宁市市长。此后南下，担任豫皖苏中央分局办公室主任、南京市军管会办公厅主任。
中华人民共和国成立后，担任昆明市军管会秘书长兼工业接管部主任。1955年，升任中共云南省委第一副书记。1965年，调任中共甘肃省委书记处书记。1977年，升任中共甘肃省委书记，次年改任中共江西省委书记。1982年，任江西省人大常委会主任。